# Laia Martret Jiménez
Laia Martret Jiménez (Martorell, 28 de juliol de 2005) és una futbolista catalana que juga com a defensa al FC Barcelona B femení. Ha sigut internacional amb les categories inferiors de la selecció espanyola amb qui ha guanyat un mundial sub-17.